# Hiroshi Abe
Hiroshi Abe (阿部 寛, Abe Hiroshi, nascut el 22 de juny de 1964, en Yokohama, Prefectura de Kanagawa.) és un actor i model japonès. Començà la seua carrera com a model, però feu una reeixida transició a l'actuació i es va convertir en una de les cares més conegudes la media japonesa. Es va graduar el 1988 en la Universitat Chuo.
El seu debut com a model començà en 1985, guanyant el "3r Nonno Boyfriend Champion" de Shueisha (Nonno fou una de les més populars revistes per a adolescents). Se mostrava regularment en la coberta del Nonno, quan el "Men's Nonno" s'estrenà, el fou el model de portada per als 43 primers números. Destaca per la seua altura (1.89 metres), puix la resta d'actors japonesos són més baixos.
El seu sentit de l'humor el feu veure com més que una cara bonica, i fou prompte fent aparicions regulars en la famosa Fuji TV en el xou de mitja-nit "Waratte Iitomo", en la secció de "cool guys". En 1988, durant el seu últim any d'universitat, feu el seu primer pas en l'actuació professional amb la pel·lícula "Haikara-san Ga Touru" ("Trendy Girl Passes By"). Fou un començament accidentat, però mostrà un especial talent pels papers de comèdia, i fou ben aviat un dels actors principals del Japó. Ha aparegut en dotzenes de drames de televisió, pel·lícules, comercials, obres de teatre i escenari. En 2009, guanyà el premi al millor actor en el 63è Mainichi Film Award per la seua actuació com Kenshiro en el film d'animació Hokuto no Ken Zero: Kenshiro Den.